# Kevin Lawton
Kevin Lawton, född den 28 september 1966 i Auckland i Nya Zeeland, är en nyzeeländsk roddare.
Han tog OS-brons i fyra med styrman i samband med de olympiska roddtävlingarna 1984 i Los Angeles.